# VERITAS
VERITAS (ang. Very Energetic Radiation Imaging Telescope Array System, łac. veritas – prawda) – naziemne obserwatorium promieniowania gamma znajdujące się w Obserwatorium Whipple’a na wzgórzu Mount Hopkins w stanie Arizona w USA. Obserwatorium zostało uruchomione w roku 2007 i składa się z czterech 12-metrowych teleskopów, rejestrujących promieniowanie Czerenkowa. Umożliwia ono badanie źródeł kosmicznego promieniowania gamma w zakresie energii 50 GeV – 50 TeV.
Wśród obiektów kosmicznych obserwowanych w tej dziedzinie są aktywne jądra galaktyk, pulsary, pozostałości po supernowych i błyski gamma.
Projekt teleskopów VERITAS został opracowany w oparciu o istniejący wcześniej teleskop Whipple’a, należący do Smithsonian Astrophysical Observatory – jednej z instytucji amerykańskiego Smithsonian Institution, działający w zakresie promieniowania gamma od lat 80. XX wieku.
Obserwatorium VERITAS jest zarządzane wspólnie przez konsorcjum, w którego skład wchodzi kilkanaście uniwersytetów i instytucji edukacyjnych w USA, Wielkiej Brytanii, Irlandii, Niemczech i Kanadzie.